# Slöinge
Slöinge är en tätort i Falkenbergs kommun och kyrkbyn i Slöinge socken i Hallands län. 

## Historia
Namnets ursprung är osäkert, möjligen kommer det av ett släktnamn "Slödhinger" som skulle bildats av personnamnet "SloÞi", som förekommer på runstenar.
År 1991 upptäcktes Slöingeboplatsen strax nordväst om samhället, en arkeologisk fyndplats från yngre järnåldern. Platsen var bebodd cirka 400–1000 e. Kr. 
Slöinge kyrka har medeltida anor. Den uppfördes i sin nuvarande form under första delen av 1800-talet.
Runt kyrkan bildades efter hand en kyrkby. Strax söder om orten rinner Suseån och vid Berte fall har det funnits kvarn sedan 1500-talet. På 1800-talet utvecklades där Berte Qvarn till en industri. Det första skolhuset i Slöinge uppfördes 1861.
För det blivande samhället fick järnvägen stor betydelse då linjen Mellersta Hallands Järnväg stod färdig 1886. Slöinge fick då en egen järnvägsstation. Stationen hade länge stor betydelse för gods- och persontransport men 1994 var järnvägsepoken slut för Slöinges del. Efter hand på 1900-talet kom riksvägen att bidra till samhällets utveckling liksom det lokala näringslivet. 
Sedan slutet av 1700-talet har det funnits en Gästgivargård på platsen. I början av 1900-talet flyttades gästis till nya lokaler som fick namnet Slöinge hotell och gästgivargård, senare Gamla Hotellet. Det hade festlokaler, sex rum, biograf och taxirörelse. Gamla hotellet lades ner 1977. Nya hotellet uppfördes 1924 nära stationen. Det avvecklades på 1990-talet. Det har även funnits lanthandel, bagerier, konditori, fotoateljé, skomakeri och skoaffär, kiosk och konfektyraffär, blomsteraffär, kooperativ handelsförening och redan 1928 en herr- och damfrisering. Det har även funnits flera taxirörelser, gravstenshuggeri, smidesverkstad, plastväveri, slakteri, charkuteri och mejerier. Samhället har även haft post- och telefonstation, brandkår och som mest tre bankkontor.
Oktorpsgården är en kulturhistorisk gård på friluftsmuseet Skansen i Stockholm. Ursprungligen stod gården i Oktorps by strax norr om Slöinge. År 1896 flyttades Oktorpsgården till Skansen och var då den första gård som där återuppbyggdes i sin helhet. Sydöst om samhället finns ett höjdparti, Lundbybjär.

## Samhället
I Slöinge finns förskola, låg- och mellanstadieskola, äldreboende, dagligvaruaffär och vårdcentral. 
Det finns relativt många flerfamiljshus (30 procent av de boende). Befolkningsutvecklingen har varit positiv under de senaste årtiondena. Svenska kyrkan bedriver verksamhet i Slöinge kyrka och i församlingshemmet.
På orten finns en skytteförening, fotbollsklubb, ridklubb, tennisklubb och en hembygdsförening. 
Slöinge är inkopplat på kommunens vatten- och avloppsnät.

## Kommunikationer
Motorvägen E6 och järnvägen Västkustbanan går genom orten. Slöinge har bussförbindelse med Falkenberg och Halmstad genom linje 351.

## Näringsliv
Orten är känd för sina många lokala matföretag såsom Sia Glass och Berte Qvarn ingående i Bertegruppen, Gudmundsgården, Mostorps gård, Slöinge kafferosteri och Solhaga Stenugnsbageri. På orten finns även säkerhetsföretaget Robur Safe samt Hallands djursjukhus.

### Befolkningsutveckling
| Befolkningsutvecklingen i Slöinge 1960–2020 | Befolkningsutvecklingen i Slöinge 1960–2020 | Befolkningsutvecklingen i Slöinge 1960–2020 | Befolkningsutvecklingen i Slöinge 1960–2020 | Befolkningsutvecklingen i Slöinge 1960–2020 |
| ------------------------------------------- | ------------------------------------------- | ------------------------------------------- | ------------------------------------------- | ------------------------------------------- |
|                                             |                                             |                                             |                                             |                                             |
| År                                          |                                             |                                             | Folkmängd                                   | Areal (ha)                                  |
| 1960                                        | 1960                                        |                                             | 724                                         |                                             |
| 1965                                        | 1965                                        |                                             | 738                                         |                                             |
| 1970                                        | 1970                                        |                                             | 769                                         |                                             |
| 1975                                        | 1975                                        |                                             | 748                                         |                                             |
| 1980                                        | 1980                                        |                                             | 835                                         |                                             |
| 1990                                        | 1990                                        |                                             | 868                                         | 102                                         |
| 1995                                        | 1995                                        |                                             | 935                                         | 102                                         |
| 2000                                        | 2000                                        |                                             | 940                                         | 102                                         |
| 2005                                        | 2005                                        |                                             | 974                                         | 103                                         |
| 2010                                        | 2010                                        |                                             | 950                                         | 102                                         |
| 2015                                        | 2015                                        |                                             | 991                                         | 127                                         |
| 2020                                        | 2020                                        |                                             | 1 095                                       | 131                                         |
|                                             |                                             |                                             |                                             |                                             |

## Kända personer från Slöinge
- Hans Hoff, riksdagsledamot
- Ulf Nilson, journalist och författare
- Stellan Bengtsson, "Mini-Stellan", bordtennisspelare